# Ranunculus alismifolius
Ranunculus alismifolius Geyer ex Benth. – gatunek rośliny z rodziny jaskrowatych (Ranunculaceae Juss.). Występuje naturalnie w Kanadzie, Stanach Zjednoczonych oraz Meksyku. 

## Rozmieszczenie geograficzne
W Kanadzie gatunek ten został zaobserwowany w południowo-zachodniej części prowincji Kolumbia Brytyjska. W Stanach Zjednoczonych występuje on w stanach Waszyngton, Oregon, Idaho, w zachodniej części Montany, w Wyoming, Kolorado, Utah, Nevadzie oraz Kalifornii. W Meksyku zarejestrowano go w stanie Kalifornia Dolna. 

## Morfologia
PokrójBylina.
LiścieMają lancetowaty, owalny lub eliptyczny kształt, czasami są trójdzielne. Mają 1,5–14 cm długości oraz 1–3 cm szerokości. Nasada liścia ma spiczasty lub zaokrąglony kształt. Są całobrzegie lub piłkowane, z tępym lub spiczastym wierzchołkiem. Ogonek liściowy jest lekko owłosiony i ma 2–5 cm długości.
KwiatySą żółtego koloru. Mają 5 nagich działek kielicha dorastających do 2–6 m długości. Mają od 5 do 12 płatków o długości 5–14 mm.
OwoceNagie niełupki o jajowatym kształcie. Zebrane w kulistych główkach. Mają 6–9 mm długości.

## Biologia i ekologia
Rośnie na łąkach i trawiastych zboczach. Występuje na wysokości od 1400 do 3600 m n.p.m. Kwitnie od maja do sierpnia. 

## Zmienność
W obrębie tego gatunku wyróżniane są dwie odmiany:
- Ranunculus alismifolius var. hartwegii (Greene) Jeps.
- Ranunculus alismifolius var. lemmonii (A. Gray) L.D. Benson